# Ponte dos Tirantes
El Ponte dos Tirantes (Pont dels Tirants) és un pont que creua el riu Lérez a la ciutat de Pontevedra, entre la desembocadura del rierol de Valdecorvos i el Palau de Cultura.
Es va construir el 1995 i és obra de Leonardo Fernández Troyano i Francisco Javier Manterola Armisen. Va haver-hi polèmica perquè es va dissenyar sense tenir en compte les característiques del lloc on es troba, cosa que va suposar problemes per les traineres, que no poden passar per sota del pont durant les plenamars.
Quan fa vent els tirants d'acer fan un soroll molt característic i espectacular.

## Galeria d'imatges

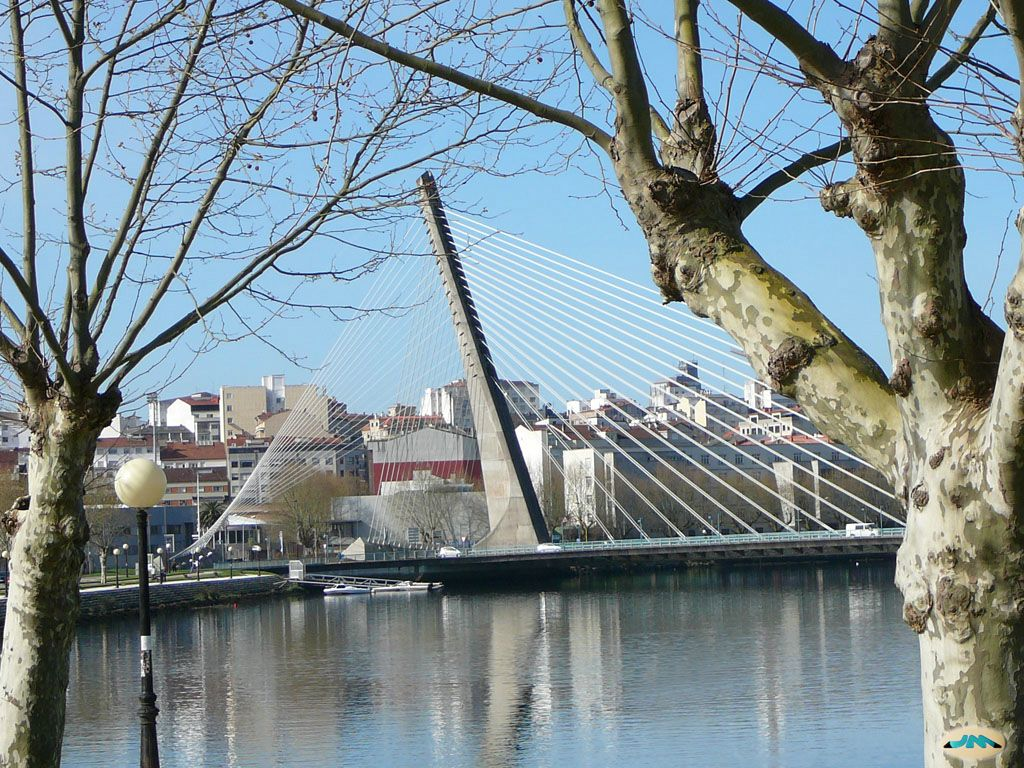
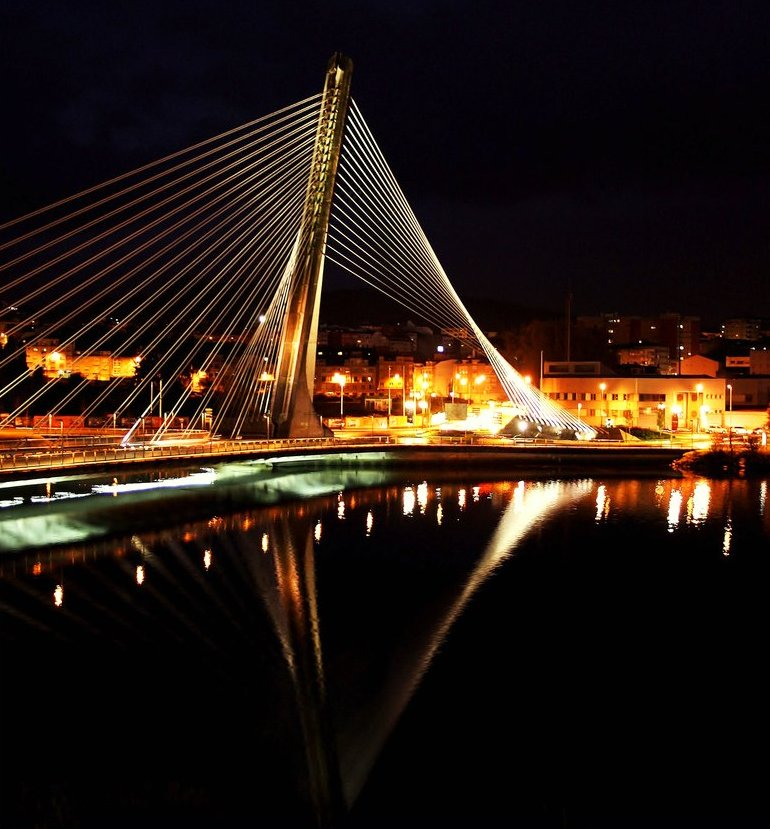
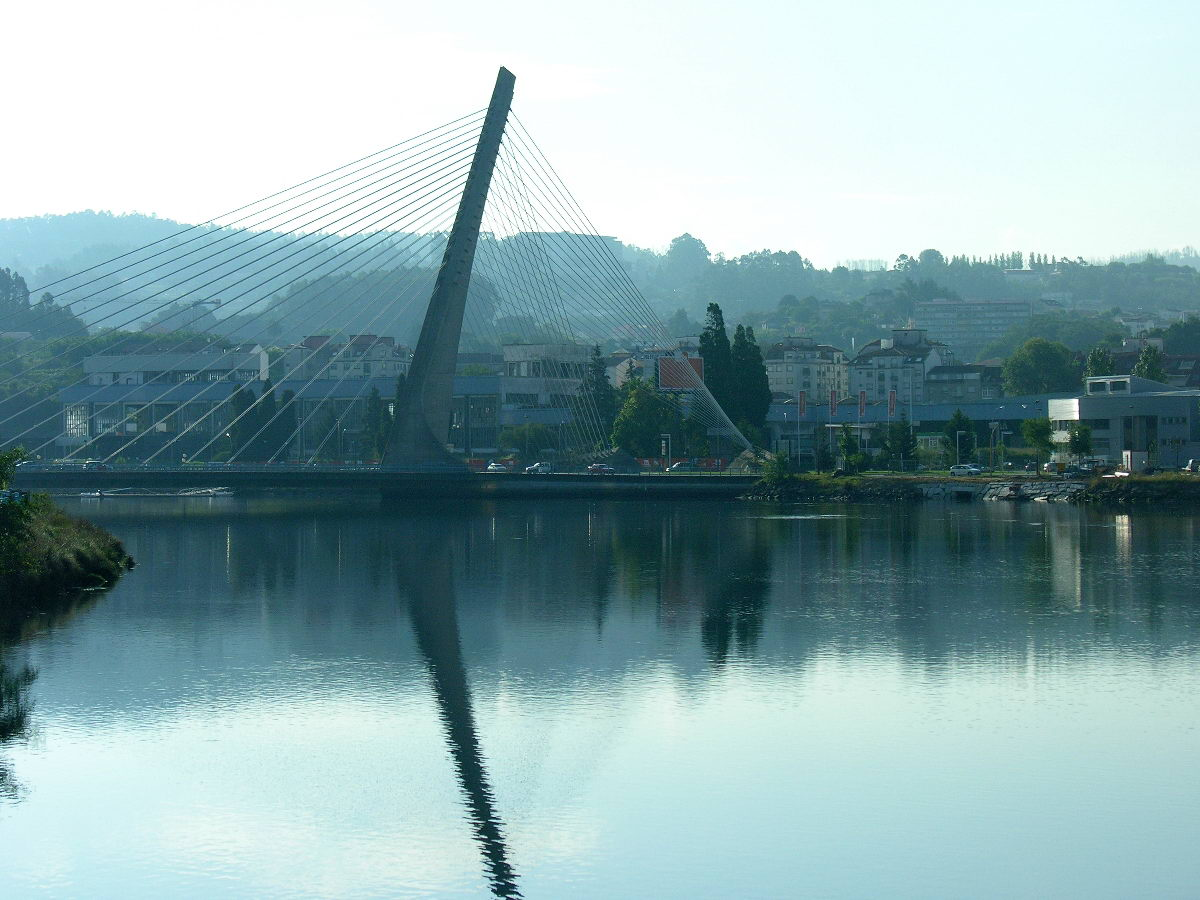
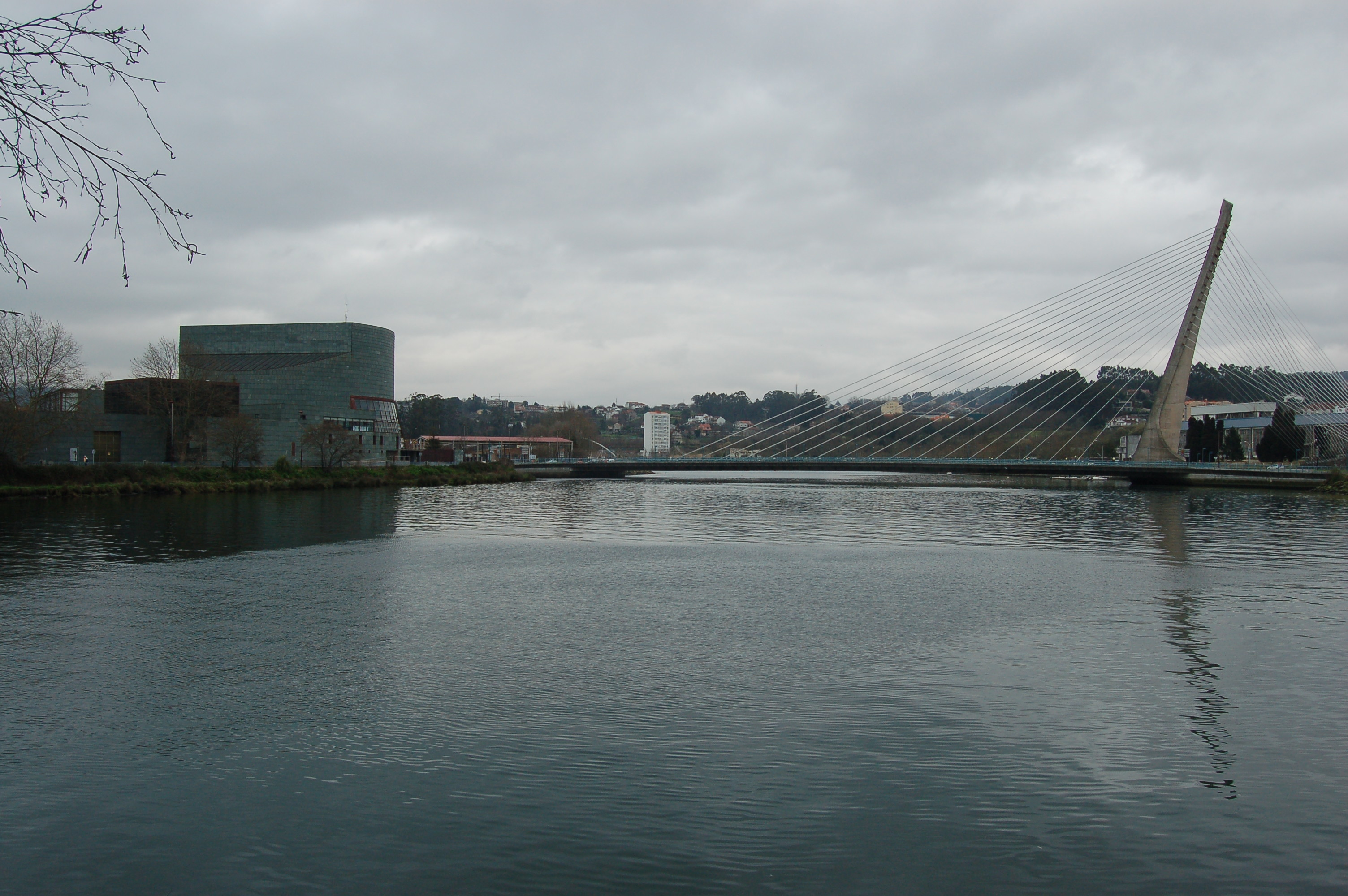